# Andrés García Calle
Andrés García Calle (Sestao, España, 4 de febrero de  1909 - Santo Domingo, República Dominicana, 8 de abril de 1975), a veces conocido como Andrés García Lacalle o La Calle, fue el Jefe del 1.er escuadrón de la Segunda República Española y más tarde comandante de las unidades republicanas durante la guerra civil española.

## Biografía
Nacido el 2 de abril de 1909 en Sestao, empezó su carrera en 1929 tras obtener la licencia de vuelo como piloto privado en el club aéreo de Ernesto Navarro. Se presentó voluntario a la aviación militar, formándose en la Escuela de Vuelos y Combate de Alcalá de Henares. En 1930, con la graduación de cabo, se le destina a la Escuela de  Transformación de Guadalajara. Una vez obtenido el título de piloto militar fue destinado al aeródromo de Ahuamara (Larache, Marruecos español). En 1931 fue asignado como piloto a la Escuela de observadores de Cuatro Vientos, y posteriormente a la Escuela de tiro y bombardeo de Los Alcázares. Un año después se traslada a la Escuadrilla de reconocimiento y bombardeo, con base en el aeródromo de Tablada (Sevilla).
En 1933 asciende a sargento, y es destinado a la 2.ª. Escuadrilla del Grupo n.º 11 de Caza, en la base aérea de Getafe.

### Guerra civil española

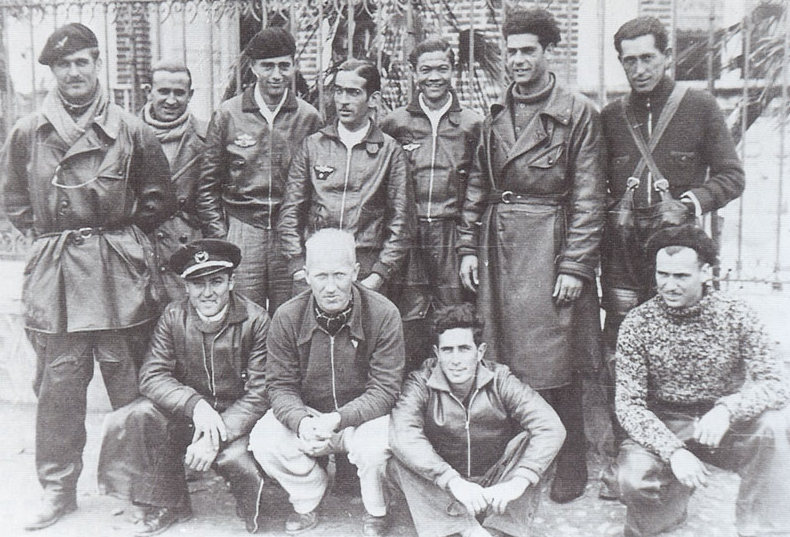
Miembros de la «escuadrilla Lacalle», febrero-marzo de 1937.

Entró en combate inmediatamente tras el inicio de la guerra y pronto fue promovido a lugarteniente. Comenzó a operar el mismo día 18 de julio contra el cuartel de artillería, cuyas piezas batían el aeródromo y posteriormente sobrevoló los cuarteles de Campamento. Cuando finalizó el mes de julio, García Lacalle había volado 82 horas, durante las cuales había intervenido en numerosas operaciones y combates. Alrededor de septiembre de 1936, con la llegada de aviones soviéticos más modernos Polikarpov I-15 (Chato) y Polikarpov I-16 (Mosca) participó en los primeros escuadrones organizados por los soviéticos, defendiendo Madrid. En noviembre del mismo año, tomó el mando como capitán del 1.er. Escuadrón de Combate, ahora bajo control español ("Escuadrilla Lacalle"), compuesto de 25 aviones divididos en 6 grupos de 4. Uno de estos grupos estaba formado exclusivamente por pilotos estadounidenses (la ‘Patrulla Americana’), incluyendo Frank Glasgow Tinker (que más tarde escribió Some Still Live), Albert Baumler, Chang Sellés Ogino, Harold Evans Dahl y Benjamin Leider. Este último, muerto en combate, no aceptaba pago por sus servicios, que era la principal motivación del resto.
Participaron en la Batalla del Jarama y la Batalla de Guadalajara y actuaron tras la Batalla del Ebro (30 aviones contra unos 550 de la parte alemana e italiana que apoyaba a Francisco Franco). Tras un curso de formación de pilotos en la Unión Soviética, regresa a España en febrero de 1938, permanece algún tiempo afecto a la Subsecretaría de aviación, recibiendo el mando del servicio de defensa de Barcelona y del litoral catalán, y es encargado en la primavera de 1938 de organizar el nuevo Grupo de Asalto N° 28 integrado por dos escuadrillas de aviones Grumman FF GE-23, "Delfín". El 1 de octubre transfirió el mando de esa unidad a José Riverola para, tras su participación en la batalla del Ebro, fundamentalmente como asesor aéreo de los generales Juan Guilloto León "Modesto" y Vicente Rojo Lluch, asumir el cargo de segundo jefe de la Escuadra de Caza, mandada en aquella época por Isidoro Jiménez. El 30 de noviembre de 1938 fue ascendido a comandante y en diciembre se le confió el mando de la Escuadra de Caza o, dicho de otra manera, de la aviación de caza de la República.
El 6 de febrero de 1939 llevó a cabo su última y amarga misión de guerra cuando, cumpliendo directrices superiores, ordenó a las unidades bajo su mando que despegaran del aeródromo gerundense de Vilajuga y se dirigiesen a la base de Francazal (Toulouse) para impedir que pilotos y aviones cayeran en manos del enemigo.
Al final de la guerra Lacalle tuvo 11 derribos confirmados.

### Exilio
"LaCalle", como le decían, arribó junto a su pareja entre 1939 y 1940 cuando llegaron a Santo Domingo cerca de 4,000 refugiados españoles, pertenecientes al bando republicano, al que él pertenecía en su lucha española frente a los franquistas del gobierno del dictador Francisco Franco Según el relato de Andrés, su padre se convirtió en un empresario en crecimiento en República Dominicana, donde organizaba fiestas, a las que invitaba a sus amigos y compatriotas, pero no al embajador español franquista en el país.
"El embajador de España se quejaba de que no lo invitaban a esas fiestas, pero mi padre le decía que cómo lo iba a invitar si eran enemigos, él republicano y el embajador franquista", comentó en la entrevista con Van Rankin.
En 1954 el dictador dominicano Rafael Leónidas Trujillo visitó España, donde fue recibido con honores y se alojó en el Palacio del Pardo, la residencia oficial de Franco.
Durante esa visita, de acuerdo al relato de Andrés, el embajador de España en Santo Domingo se quejó ante Franco acerca de don Andrés "LaCalle".
"Franco le dijo al gobernante dominicano que ese es el único hombre que me pudo impedir llegar al poder, el hombre más peligroso, pero como militar no porque fuera otra cosa. Entonces Trujillo lo mandó a sacar (del país) porque lo consideró peligroso", afirmó Andrés García hijo. Permaneció como refugiado en el campo de concentración de Argelès-sur-Mer, junto a Perpiñán en Francia, antes de escapar a México. Murió en República Dominicana el 8 de abril de 1973 en el Centro Médico Nacional de un paro cardiorrespiratorio. Su hijo fue el actor Andrés García. LaCalle recibió tres medallas. Dejó un libro: Mitos y verdades.
Tras su muerte, sus cenizas fueron esparcidas en el aire sobre el escenario de la Batalla del Jarama desde un avión militar de la base de Cuatro Vientos gracias a las gestiones de su amigo el general Jesús María Salas Larrazábal.